# Siambaton
Siambaton is een bestuurslaag in het regentschap Humbang Hasundutan van de provincie Noord-Sumatra, Indonesië. Siambaton telt 1580 inwoners (volkstelling 2010).